# San Cosme (estación)
San Cosme es una de las estaciones que forman parte del Metro de la Ciudad de México, perteneciente a la Línea 2. Se ubica en el centro de la Ciudad de México, en la alcaldía Cuauhtémoc.

## Información general
El ícono corresponde a una de las ventanas de la Casa de los Mascarones, antigua residencia colonial ubicada a unos metros de la entrada a la estación. El nombre de la estación hace referencia a la Avenida Ribera de San Cosme, donde se ubica la estación, que es parte de lo que antiguamente se conocía como Calzada Tacuba, una de las calzadas originales de Tenochtitlan. El nombre actual de la calzada proviene de los asentamientos que se edificaron en la ribera del entonces lago y que conformaron el Pueblo de San Cosme.

### Afluencia
En 2014 la estación presentó una afluencia promedio anual de 25,689 personas.
| Tipo de día   | Afluencia promedio |
| ------------- | ------------------ |
| Día laboral   | 29,162             |
| Fin de semana | 18,390             |
| Día festivo   | 12,793             |
| Total anual   | 25,689             |

La siguiente tabla muestra la afluencia de la estación en los últimos 10 años:
| Afluencia Anual de Pasajeros | Afluencia Anual de Pasajeros | Afluencia Anual de Pasajeros | Afluencia Anual de Pasajeros | Afluencia Anual de Pasajeros | Afluencia Anual de Pasajeros |
| ---------------------------- | ---------------------------- | ---------------------------- | ---------------------------- | ---------------------------- | ---------------------------- |
| Año                          | Afluencia                    | A Diario                     | Ranking                      | Incremento                   | Ref.                         |
| 2024                         | -                            | -                            | -                            | -                            |                              |
| 2023                         | 6,458,313                    | 17,694                       | 67°/187                      | +13.21%                      | [ 3 ]                        |
| 2022                         | 5,704,555                    | 15,628                       | 70°/175                      | +67.42%                      | [ 4 ]                        |
| 2021                         | 3,407,301                    | 9,335                        | 92°/195                      | -21.03%                      | [ 5 ]                        |
| 2020                         | 4,314,737                    | 11,788                       | 82°/195                      | -48.36%                      | [ 6 ]                        |
| 2019                         | 8,355,454                    | 22,891                       | 66°/195                      | +1.14%                       | [ 7 ]                        |
| 2018                         | 8,261,419                    | 22,634                       | 72°/195                      | -4.99%                       | [ 8 ]                        |
| 2017                         | 8,694,990                    | 23,821                       | 62°/195                      | -7.68%                       | [ 9 ]                        |
| 2016                         | 9,417,922                    | 25,732                       | 55°/195                      | -10.08%                      | [ 10 ]                       |
| 2015                         | 10,473,114                   | 28,693                       | 48°/195                      | -2.39%                       | [ 11 ]                       |

## Conectividad

### Salidas
- Avenida Ribera de San Cosme esquina con José Rosas Moreno, Colonia San Rafael.
- Avenida Ribera de San Cosme esquina con calle Naranjo, Colonia Santa María la Ribera.

## Sitios de interés
- Casa de los Mascarones
- Museo Universitario del Chopo